# Kelvingenerator
Kelvingeneratoren blev opfundet af den britiske videnskabsmand William Thomson (Lord Kelvin) i 1867.
Kelvingeneratoren er en slags elektrostatisk generator. Apparatet anvender faldende vanddråber til at generere elektrisk energi. En høj spændingsforskel dannes via elektrostatisk induktion mellem tværforbundne modsat ladede systemer. Kelvingeneratorens eneste anvendelse har været ved fysikuddannelse til at demonstrere elektrostatiske principper.